# Libertad negativa
Libertad negativa (o derecho negativo) es aquella que se define por la ausencia de coacción externa al individuo que desee realizar un curso de acción determinado.
El individuo A que pretende realizar un curso de acción X, es libre si y solamente si, no existe un Y tal que impida que A realice la acción X.
Se siente libre de hacer lo que quiera sin que nadie le diga qué hacer; es, en pocas palabras, independiente.

Libertad significa, propiamente, ausencia de oposición; por oposición quiero decir
impedimentos externos del movimiento (…) Un hombre libre es aquel que, en aquellas cosas que puede hacer en virtud de su propia fuerza e ingenio, no se ve impedido en la realización de lo que tiene voluntad de llevar a cabo.
Hobbes 1651:187

La libertad negativa forma parte del mismo individuo (los derechos negativos de vida, libertad y propiedad), y como derecho obliga a los demás individuos a "no quitarla".

## Contexto
No debe confundirse el adjetivo negativo en sentido pesimista, sino estrictamente en el sentido lógico relativo a la negación, o ausencia de coacción sobre los individuos. Este concepto definitorio es predominante en la filosofía moral británica y estadounidense, mientras que la filosofía continental europea ha tendido a darle a la libertad rasgos de autorrealización, o autonomía colectiva o social, en el sentido de libertad positiva.
La interpretación convencional aceptada de la libertad negativa pertenece a Isaiah Berlin, quien, en la tradición del social liberalismo característica de las figuras fundacionales del liberalismo británico, como John Stuart Mill, defiende que los distintos sentidos de libertad pueden entrar en conflicto en la práctica, así como entrar en conflicto con otros importantes valores humanos, como la justicia, la igualdad, o la fraternidad, por lo que el orden político debe proporcionar mecanismos para arbitrar disputas entre tales valores, en aras de proteger a sus ciudadanos y defender sus libertades, procurando la igual libertad, ya que la felicidad y la igualdad en otros ámbitos son asuntos completamente voluntarios y de responsabilidad individual.

## Política
Junto con otros pensadores liberales, Berlin defendió el concepto de libertad negativa principalmente como el elemento sustantivo que distingue a la democracia liberal, y caracterizó con precisión los diversos métodos y estratagemas retóricas de los que se sirve todo totalitarismo (y sus adalides, ya sean de izquierdas o derechas) para justificar la supresión de las libertades de los individuos en aras de supuestos valores sociales "más elevados". En la tradición política liberal, que ha inspirado una parte importante de la construcción política occidental y europea del siglo XX, se requiere un Estado firme dispuesto a intervenir para preservar las libertades individuales, arbitrando los inevitables conflictos entre ellas. Pero sin excederse nunca en su cometido ni usurpar nunca la necesaria autonomía de los individuos.
En una tradición política diferente, autores libertarios, como por ejemplo Robert Nozick, han utilizado el concepto de libertad negativa para justificar la sola existencia de un Estado mínimo no intervencionista, cuyas únicas funciones serían garantizar la libertad individual, esto es, la seguridad (vida y libertad) y el respeto a los acuerdos libres entre personas.